# Маяк (Пачелмський район)
Мая́к (рос. Маяк) — селище у складі Пачелмського району Пензенської області, Росія.
Населення — 2 особи (2010; 9 у 2002).
Національний склад станом на 2002 рік:
- росіяни — 100 %